# إسبيدو فريري
ماريا لورا اسبيدو فريري (اسمها المستعار هو باسم عائلتها فقط اسبيدو فريري) (بالإنجليزية: Espido Freire) هي كاتبة ولدت في بلباو، إسبانيا في 16 تموز 1974 وحصلت على جائزة بلانيتا للرواية
السيرة الذاتية
كرست اسبيدو فريري سنواتها الأولى لدراسة وأداء الموسيقى الكلاسيكية وحصلت على شهادة فقه اللغة الإنجليزية من جامعة ديوستو . حيث درست للحصول على شهادة الماجستير في التحرير أيضًا.
وظهرت لأول مرة في الساحة الأدبية برواية إيرلندا في عام 1998 وقد ترجمت إلى عدة لغات. ولقد فازت النسخة الفرنسية من الرواية التي ترجمتها ايفا كالفيرا بجائزة ميلبيج في فرنسا، واعتبارًا من العام 2007، هناك ترجمة باللغة الإنجليزية لإرلندا قيد التنفيذ. ظهر الفصل الأول منها في المجلة الأدبية فيري تيل إذ قامت بتحريرها كيت بيرنهايمر. وقد نشر مقتطف آخر من الرواية في صيف 2007 في المجلة الحديثة
(ذا مودرن ريفيو). وفي عام  1999 منحت فريري جائزة بلانيتا عن روايتها الدراق المجمد، وهي أصغر كاتبة فازت بهذه الجائزة الأدبية الممولة جيدًا.
و قد ترجمت روايتها إلى عدة لغات، بما في ذلك الفرنسية والألمانية والتركية والهولندية والإيطالية و البولندية والبرتغالية و الصينية واليابانية.
واهتمت بتدريس الكتابة الإبداعية ودرستها في العديد من الجامعات
وفي عام 2007 فازت بجائزة أثينيوم إشبيلية عن روايتها (صوريا موريا)
ومن الجدير بالذكر أيضا أن اسبيدو فريري كانت نشطة في دعم حقوق الحيوانات وحمايتها، فعلى سبيل المثال شاركت في مجموعة من المؤتمرات التي عقدت في برلمان كاتالونيا من أجل إلغاء مصارعة الثيران
أعمالها:                                                
 
إيرلندا
إيرلندا نشرت عام 1998 وهي رواية اسبيدو فريري الأولى، التي تروي قصة نتاليا الفتاة التي تبلغ من العمر خمسة عشر عامًا ذات الخيال القوي، ولدى نتاليا شقيقتان إحداهما تدعى ساغراريو أي الملاذ الآمن، توفيت مؤخرًا بعد مرض طويل
الروايات:                                                                      
▪︎ايرلندا ( برشلونة ، بلانيتا ، 1998 )                                      
▪︎حيثما وجد تشرين أول ( برشلونة ، ستة بارال ، 1999 )                  
▪︎الدراق المجمد ( فازت بجائزة بلانيتا 1999، برشلونة، بلانيتا ، 2001 )
▪︎ديابولوس في الموسيقى ( برشلونة، بلانيتا ، 2001 )                       
▪︎الليل ينتظرنا ( مدريد ، الفاجوارا ، 2003 )                                  
▪︎ صوريا موريا ( إشبيلية ، محررو الإيداء، 2007 )                                
▪︎أبناء نهاية العالم: من رونسفال إلى فينيستيرا  (الفائز بالجائزة الرابعة ,(مدريد، ايماجن اديوثيناس(اسم دار النشر) , 2009)  )                       
▪︎وردة الشمال ( برشلونة ، 2011 ) رقم الكتاب المعياري الدولي
2_09951_08_84_978
▪︎أريد أن أطير ( مدريد ، 2014 ) رقم الكتاب المعياري الدولي
6_41851_34_84_978
▪︎لأجلك ولدت  ( مدريد ، 2015 ) رقم الكتاب المعياري الدولي
1_41926_34_84_978

## روابط خارجية
- إسبيدو فريري على موقع IMDb (الإنجليزية)